# Joe Brooks
Joe Brooks geboren als Joseph David Tancock (Southampton, Verenigd Koninkrijk, 18 mei 1987) is een Britse singer-songwriter. Brooks staat onder contract bij Lava Records, en is bekend geworden door UK MySpace Charts.

## Loopbaan

### Jeugd
Nadat hij op 16-jarige leeftijd Derrin Nauendorf zag optreden in The Brook in Southampton, leerde hij zichzelf gitaar spelen. Niet lang daarna begon hij nummers te schrijven en plaatste die op MySpace. Hij volgde Mountbatten Secondary School en Barton Peveril College. Daarna ging hij wederom studeren aan de Universiteit van Bath, waar hij zich toelegde op sport, niet wetende dat hij uiteindelijk in de muziek terecht zou komen.
In deze periode schreef hij Superman en liet hij deze opnemen. Hij bracht ook een eigen cd uit, getiteld Maybe Tomorrow.

### Myspace
Toen Brooks zijn muziek op MySpace plaatste was de sociale netwerksite nog maar net begonnen. Toen Brooks meer diverse en complexe nummers plaatste, kreeg hij steeds meer "vrienden" en luisteraars. Op dit moment worden zijn liedjes 30.000 keer per dag bekeken. Brooks is tot op heden de artiest met het hoogste aantal hits op MySpace, ook is zijn laatste lied, Superman vaker bekeken dan de laatste single van Oasis. Op dit moment heeft Brooks meer dan 100.000 vrienden.

### Onafhankelijke carrière
Nog zonder contract werden zijn video's inmiddels 12 miljoen keer bekeken en trad hij op in uitverkochte zalen, zowel in de Verenigde Staten als Europa. Tickets voor zijn shows werden verkocht voor maar liefst twaalf keer hun originele waarde. Zijn MySpace-succes heeft hem in staat gesteld om te schrijven voor J.R. Rotem en Kara DioGuardi.

### Universal / Lava Records
Hij heeft onlangs getekend bij Lava Records, dat tevens Kid Rock en The Click Five onder zijn hoede heeft. Hij is van plan om verder te gaan met toeren, schrijven en opnemen.
Eenmaal onder contract, bracht Brooks zijn eerste single, Superman uit op 27 april 2010. Hij kondigde aan op zijn blog dat zijn nieuwe album Constellation Me vanaf 7 september 2010 in de winkel zou liggen.

## Discografie
| Titel                        | Jaar |
| ---------------------------- | ---- |
| M a y b e T o m o r r o w    | 2006 |
| Acoustic Sessions EP         | 2007 |
| Consellation Me              | 2010 |
| A Reason to Swim             | 2011 |
| The Boy & The Broken Machine | 2013 |

## Singles
| Titel    | Jaar |
| -------- | ---- |
| Superman | 2010 |

- International Standard Name Identifier: 0000 0004 0729 1090
- Library of Congress Control Number: n2013072874
- MusicBrainz: 72974ba0-7153-4395-a170-17daacdd3723
- Virtual International Authority File: 306102293
- WorldCat: E39PBJgMyf44Y9YFd96gcwHDMP